# Systems Biology Ontology
Die Systembiologie-Ontologie (engl. Systems Biology Ontology), abgekürzt SBO, ist eine Begriffesammlung definierter Bezeichnungen für Entitäten, Prozesse und Ereignisse in systembiologischen Modellen. Die darin enthaltenen Begriffe wurden mit SBML Level 2 Version 3 integraler Bestandteil der Systembiologie-Auszeichnungssprache (engl. Systems Biology Markup Language), um darin enthaltene Komponenten eindeutig kennzeichnen zu können. Die Triebkraft für die Entwicklung der SBO besteht darin, die Biologie mit einer aus anderen wissenschaftlichen Disziplinen, insbesondere den Ingenieurwissenschaften, bekannten Eindeutigkeit bei der Kommunikation von Prozessen zu versehen.
Alle Begriffe der SBO sind durch eine eindeutige Identifikationsnummer durchlaufend nummeriert. Die Begriffe sind in einem gerichteten, azyklischen Graphen zusammengefasst, das heißt, es gibt Oberbegriffe (kategorisch) und detaillierte Begriffe. Einige Begriffe sind bereits als veraltet (engl. obsolete) gekennzeichnet worden. Diese werden aus Kompatibilitätsgründen weiterhin geführt, sollen jedoch nicht mehr verwendet werden.
Die SBO kann auf der Webseite des European Bioinformatics Institute (EBI) durchsucht werden.